# Síndrome de Terson
A síndrome de Terson é o nome dado à hemorragia vítrea associada à hemorragia subaracnoidea (HSA). Ela ocorre em cerca de 14-45% dos indivíduos afetados.  O risco de morrer de hemorragia subaracnoidea é significativamente aumentado na presença da síndrome de Terson. Na ausência de reabsorção espontânea da hemorragia, a vitrectomia pode ser necessária.